# Soulève-personne
 (février 2010).
Si vous disposez d'ouvrages ou d'articles de référence ou si vous connaissez des sites web de qualité traitant du thème abordé ici, merci de compléter l'article en donnant les références utiles à sa vérifiabilité et en les liant à la section « Notes et références ».
Un soulève-personne est une aide mécanique, utilisée dans le domaine de la santé publique pour transférer des personnes handicapées moteurs.
Il existe trois principaux types de soulève-personnes : les soulève-personnes mobiles, les soulève-personnes de plafond et les soulève-personnes verticalisateurs. Ces soulève-personnes sont utilisés dans les hôpitaux, les centres de revalidation, les centres de soins et dans les maisons privées.
Les moteurs au plafond, souvent déjà prévus pendant la construction des nouveaux bâtiments, sont les plus fréquents.
Ces soulèves-personnes sont utilisés avec des sangles. Il existe différents types de sangles fabriquées dans divers matériaux, pour la plupart en textile. 
Les personnes qui ont assez de tonicité musculaire peuvent utiliser le soulève-personne d’une manière indépendante ou avec l’aide minimale d’un aide-soignant en combinaison avec un châssis-mains. Il permet des transferts indépendants de la chaise roulante à la toilette, au lit, à la baignoire, au fauteuil, etc.
Le but principal des soulève-personnes est d’éviter les lésions dorsales chez les aides-soignants.
L’importance du confort de l’utilisateur est également accentuée. À l’heure actuelle, les transferts à l’aide d’un soulève-personne sont considérés plus dignes que les transferts manuels.